# Bielica
Bielica – typ gleby tworzącej się w warunkach klimatu umiarkowanego chłodnego (średnia temperatura 2-4 °C) i wilgotnego (roczny opad w granicach 400-1000 mm), na obszarach porośniętych lasami iglastymi. Występuje na Pojezierzu Kaszubskim, w Kotlinie Sandomierskiej, w województwie lubuskim, w USA, w Kanadzie. Bielica powstaje z utworów piaszczystych, zwykle pochodzenia lodowcowego i rzecznego, w procesie tzw. bielicowania. Słabo rozwinięty poziom próchniczny, a dobrze rozwinięty poziom wymywania. 
W Polsce bielice zajmują ok. 25% powierzchni kraju i występują głównie w północnej części. Na ogół nie są wykorzystywane rolniczo, jednak możliwa jest uprawa żyta, owsa, jęczmienia, pszenicy, ziemniaków, jednak konieczne jest intensywne nawożenie.